# Ilha Maly Taymyr
Maly Taymyr (em russo:   Малый Таймыр, ou Ostrov Maly Taymyr, «pequena Taimir») é uma ilha no mar de Laptev e estreito  de Vilkitsky, pertencente ao arquipélago de Severnaya Zemlya. 
Administrativamente, depende do Krai de Krasnoyarsk.

## Geografia
Maly Taymyr, com 232 km², está na parte exterior sudeste do arquipélago de Severnaya Zemlya, a cerca de 40 km da ilha Bolchevique. Fica a nordeste da península de Taymyr, frente à costa oriental da Sibéria. Muito perto desta ilha, entre ela e a ilha Bolchevique, há outra pequena ilha, a ilha Starokadomsky, a menos de 6 km. As águas do estreito de Vilkitsky, a sul da ilha, bem como as águas que rodeiam as duas ilhas, estão cobertas de gelo durante o longo inverno e há muitos icebergs flutuantes nos poucos dias do curto verão em que as águas estão livres, entre junho e setembro.
Maly Taymyr faz parte da Reserva Natural Estatal do Grande Ártico, criada em 1993 em torno da península de Taymyr, e que é a mais extensa reserva natural da Rússia e a terceira maior do mundo.
Na costa norte de Maly Taymyr há uma pequena ilha costeira chamada Ostrov Oktyabrenok. 
Maly Taymyr não se deve confundir com a ilha Taymyr no mar de Kara.

Localização no sudeste do arquipélago de Severnaya Zemlya

## História
Maly Taymyr foi descoberta pela Expedição Hidrográfica ao Oceano Ártico, dirigida por Boris Vilkitsky, com os quebra-gelos Vaygach e Taymyr, que partiu em 1911 e que chegou a esta zona em 22 de agosto de 1913, (3 de setembro no calendário gregoriano), na qual se içou a bandeira russa onde se supôs ser a única ilha, que se chamou «Terra de Nicolau II», em homenagem ao czar Nicolau II da Rússia. A ilha foi chamada depois ilha czarevich Alexei, ou simplesmente ilha Alexei, em homenagem ao filho do czar, mas depois da Revolução de Outubro passou a denominar-se «Maly Taymyr». Em 2005, uma petição foi enviada ao governo local do Krai de Krasnoyarsk, a fim de repor o seu antigo nome.